# Heerlijkheid Brunssum
De heerlijkheid Brunssum, ook wel Bronshem, is bekend sinds 1150 en werd een aantal keren verpand en te Valkenburg en Brussel verheven.

## Geschiedenis
Voor de vorming van de heerlijkheden Brunssum, vormde Brunssum samen met Schinveld en Jabeek een schepenbank.
In 1555 volgde koning Filips II van Spanje zijn vader Karel V op als heer der Nederlanden. Filips II zocht naar geld om zijn oorlog met Frankrijk te kunnen betalen. Hierdoor ging hij domeingoederen tot heerlijkheden samenvoegen om die vervolgens te verpanden.

Werner Huyn van Amstenrade verkreeg de heerlijkheid in pand voor de som van 2.260 Hornse guldens. Hierdoor mocht hij zich, na verheffing in 1557, Heer van Brunssum noemen.
Naast Brunssum behoorden ook Schinveld en Jabeek, het voormalige gebied van de Schepenbank, tot de heerlijkheid Brunssum.

## Verpandingen
Op 1 april 1593 werden de pandschap op de Brunssum door Werner Huyn van Amstenrade aan Willem Huyn van Amstenrade verkocht. Omdat Willem toen in Spaanse krijgsdienst elders verbleef, trad zijn oudere broer Arnold III Huyn van Geleen bij die overdracht in Willems naam op.

Op 14 mei 1593 liet Willem beide heerlijkheden te Valkenburg verheffen. Omdat Willem binnen het jaar was overleden, en kinderloos was, werd de heerlijkheid Brunssum, zoals omschreven in Willems testament, op 8 maart 1594 door Arnold III verheven.
Op 21 mei 1606 verkocht Arnold III de pandschap van de heerlijkheid Brunssum aan zijn neef Werner Huyn van Amstenrade.

In 1609 werd de schepenbank van Brunssum, bestaande uit Brunssum, Schinveld en Jabeek, door de regering in Brussel verkocht aan Arnold III. 

In 1610 droeg Arnold III de heerlijkheid Oirsbeek en de heerlijkheid Brunssum over aan zijn neef Werner Huyn van Amstenrade.
De heerlijkheid Brunssum zou in 1664, samen met de heerlijkheden Oirsbeek, Spaubeek en Geleen verheven worden tot een graafschap: het graafschap Geleen en Amstenrade.
Aan het einde van het ancien régime per 1794 werd Brunssum een zelfstandige gemeente.